# Eirik Granqvist
Eirik Karl Östen Granqvist, född 7 april 1944 i Jakobstad, är en finlandssvensk taxidermist, konservator, konstnär och skulptör. Granqvist har både finskt och franskt medborgarskap.

## Biografi
Eirik Granqvist studerade 1962 till 1965 taxidermi vid Zoologiska museet, Helsingfors Universitet och avlade under denna period som första finländare en officiell naturhistorisk museikonservatorsexamen i Bremen i april 1964. Han studerade även skulptur vid Ateneum i Helsingfors 1963 - 1964.
Från 1965 till november 1966 arbetade Granqvist som taxidermist i Frankrike varefter han fick anställning som taxidermist och konservator samt direktors-assistent på Musée des Sciences Naturelles i Orléans. 1970 till 1971 arbetade han som konservator vid Zoologisk museum, Universitetet i Bergen. Från 1971 till 1987 innehade han tjänsten som chefskonservator vid Helsingfors Universitets Zoologiska Museum. Granqvist var också anlitad som expert av Finlands riksdag, Kriminalpolisen, Tullen, Miljöministeriet och Jord och Skogsbruksministeriet i frågor gällande djur, naturskydd och jakt. Han anlitades också som lärare i anatomi och morfologi på Veterinärmedicinska och Matematisk Naturvetenskapliga fakulteten på Helsingfors Universitet. 
Från 1985 arbetade Granqvist med projektet ”Préhistorama” Museet om livets och människans evolution i Bidon i Frankrike och var museets direktör från 1987 till 2000. 1996 flyttades museet till Rousson där det fortfarande fungerar som en officiell fransk institution.
Under perioden 2001 till 2004 arbetade Granqvist som chef för Borgå Naturhistoriska Museum i Finland. Innan Granqvist gick i pension 2006, tillbringade han två år med att bygga upp ett Istids Museum i Sibbo, Finland.
Efter pensioneringen har Granqvist under åren 2007 - 2010 samt vintern 2012 - 2013 fungerat som professor och utbildare av museipersonal för naturhistoriska museet i både Shanghai och Chongqing i Folkrepubliken Kina samt Thailand. Han är fortfarande aktiv skribent i tidskrifterna China's Nature & Science review och China Daily.

## Utmärkelser
- Staden Orleans medalj i Frankrike år 1970. Denna medalj överräcktes av Orléans borgmästare Secrétain som erkänsla för det arbete som Granqvist utfört för invånarnas bildning. Detta speciellt på grund av de 22 dioramor som han byggde över Frankrikes djurvärld. De var de första av sitt slag i Frankrike.
- Hallen med dioramor på Musée des Sciences Naturelles i Orléans döptes till: Salle Eirik Granqvist den 30 juni 1970.
- Ryska Vetenskapsakademins medalj 1977.  Medaljen erhöll Granqvist som erkänsla för sitt internationella arbete till förmån för kunskaperna om naturen och arterna.
- Alpe Giulio medaljen i Trieste, Italien för kurser och arbeten i Italien där Granqvist undervisade om djurlivet i de italienska alperna under Istiden.
- Staden Campomorones medalj i Italien. Medaljen gavs för Granqvists arbete i Campomorone för populariserandet av de föristida människorna och djurvärlden.
- Staden Nykarlebys medalj i Finland 2011 för en lång och framgångsrik verksamhet som konservator, artist och museidirektör.
- Silver Cross Award ”Mérite et Dévouement Francaise” 1997. Denna orden gavs som en erkänsla för exceptionella meriter inom Vetenskap och Konst.
- Vermeil Cross Award ”Mérite et Dévouement Francaise” 2002. Denna orden är densamma som föregående men av högre grad.
- Franska Akademins Thorlét utmärkelse ”Arts-Sciences-Lettres” 1998. Medaljen gavs för Granqvists rekonstruktionsskulptur av ”Madame Pataud” som nu sitter på hennes grav där hon jordades för 22 000 år sedan i Les Eyzies de Tayac i Dordogne. Statyn beställdes av franska staten och den är gjuten i brons.
- ”Laborum Pro Patria” medaljen av ”Museum Historicum” i Åbo, Finland 1998.  Medaljen gavs för Granqvists bidrag till restaureringen av Åbo Biologiska Museum samt den förhistoriska avdelningen på Åbo slott.
- Helsingfors Universitets Informationspris 1986. Priset gavs för den dioramasal som Granqvist byggde upp på Helsingfors Universitets Zoologiska Museum.
- ”Björn Kurtén Priset” år 2000 för ett ”Långvarigt och internationellt synligt arbete inom vetenskaplig popularisering av däggdjursfaunan under Istiden och människans evolution"
- Utnämnd till professor på livstid och inskriven som tillhörande personalen vid Shanghais Museum för Vetenskap och Teknologi i Kina 2007.
- Det Franska Parlamentet beviljad 2010 medaljen ”French Citizen of Honor”. Belöningen består av en guldmedalj och erhölls som erkänsla för det evolutionsmuseum som Granqvist byggt upp i Rousson i Provence och som han sedermera överlåtit i det franska samhällets vård.
- År 2010 beviljade Shanghai Municipal People's Government MAGNOLIA SILVER AWARD som ”uppskattning för Granqvists värdefulla stöd till Shanghais utveckling och utmärkta medverkan till vänskapligt samarbete”. Detta är den högsta utmärkelse, som beviljas till icke kinesiska medborgare.